# Lista de membros titulares da Academia Brasileira de Ciências empossados em 1986
Esta lista contém os nomes dos membros titulares da Academia Brasileira de Ciências empossados em 1986.
| Imagem | Nome                               | Datas de nascimento e falecimento | Local de nascimento | Área de especialização | Alma mater | Data de posse       | Conhecido por                                                                  | Referências |
| ------ | ---------------------------------- | --------------------------------- | ------------------- | ---------------------- | ---------- | ------------------- | ------------------------------------------------------------------------------ | ----------- |
|        | Cid Bartolomeu de Araújo           | 20 de maio de 1945                |                     | Ciências Físicas       | UFPE       | 12 de março de 1986 |                                                                                |             |
|        | Erney Felício Plessmann de Camargo | 20 de abril de 1935               |                     | Ciências Biomédicas    | UNIFESP    | 12 de março de 1986 | Direção do Instituto Butantan Crescimento e diferenciação do Trypanosoma cruzi |             |